# حزب سوسیالیست انقلابی (هند)

پرچم حزب

Revolutionary Socialist Party حزبی کمونیست در هند است.
حزب در سال ۱۹۴۰ ایجاد شد.
دبیرکل حزب K. Pankajakshan است.
شاخه جوانان حزب Revolutionary Youth Front است.
در انتخابات مجلس ۲۰۰۴ حزب ۱ ۷۱۷ ۲۲۸ رای (۰٫۴٪، ۳ کرسی) دریافت کرد.